# Дания на летних Олимпийских играх 1968
Дания принимала участие в Летних Олимпийских играх 1968 года в Мехико (Мексика) в пятнадцатый раз за свою историю, и завоевала одну золотую, четыре серебряные и три бронзовые медали. Сборную страны представляли 64 участника, из которых 4 женщины.

## 01!Золото
- Велоспорт, мужчины — Gunnar Asmussen, Per Jørgensen, Reno Olsen, Могенс Йенсен, Педер Педерсен.

## 02!Серебро
- Велоспорт, мужчины — Нильс Фредборг.
- Велоспорт, мужчины — Могенс Йенсен.
- Велоспорт, мужчины — Лейф Мортенсен.
- Парусный спорт, мужчины — Оге Бирх, Paul Jørgensen и Niels Markussen.

## 03!Бронза
- Каноэ, мужчины — Erik Hansen.
- Гребля, мужчины — Peter Christiansen и Ib Ivan Larsen.
- Гребля, мужчины — Harry Jørgensen, Jørn Krab и Preben Krab.

## Результаты соревнований

### Академическая гребля
В следующий раунд из каждого заезда проходили несколько лучших экипажей (в зависимости от дисциплины). В финал A выходили 6 сильнейших экипажей, ещё 6 экипажей, выбывших в полуфинале, распределяли места в малом финале B
Мужчины
| Соревнование | Спортсмены                  | Предварительный заезд | Предварительный заезд | Предварительный заезд | Отборочный заезд | Отборочный заезд | Отборочный заезд | Полуфинал | Полуфинал | Полуфинал | Финал   | Финал   | Итоговое место |
| Соревнование | Спортсмены                  | Заезд                 | Время                 | Место                 | Заезд            | Время            | Место            | Заезд     | Время     | Место     | Время   | Место   | Итоговое место |
| ------------ | --------------------------- | --------------------- | --------------------- | --------------------- | ---------------- | ---------------- | ---------------- | --------- | --------- | --------- | ------- | ------- | -------------- |
| одиночки     | Нильс Генри Сехер           | 2                     | 7:51,45               | 1 Q                   | не участвовал    | не участвовал    | не участвовал    | 1         | 8:17,64   | 5         | Финал B | Финал B | 8              |
| одиночки     | Нильс Генри Сехер           | 2                     | 7:51,45               | 1 Q                   | не участвовал    | не участвовал    | не участвовал    | 1         | 8:17,64   | 5         | 7:43,47 | 2       | 8              |
| двойки       | Петер Кристиансен Иб Ларсен | 1                     | 7:23,51               | 2 Q                   | не участвовали   | не участвовали   | не участвовали   | 2         | 7:24,98   | 2 QA      | Финал A | Финал A | 3              |
| двойки       | Петер Кристиансен Иб Ларсен | 1                     | 7:23,51               | 2 Q                   | не участвовали   | не участвовали   | не участвовали   | 2         | 7:24,98   | 2 QA      | 7:31,84 | 3       | 3              |